# Lergryta

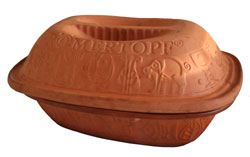
Lergryta

Lergryta eller romargryta är ett kärl avsett för matlagning i ugn. Tillagning i lergryta är ett mycket gammalt sätt att laga mat på. På 1970-talet blev en lergryta från Tyskland, Römertopf, en storsäljare i Sverige.
Före användning av lergrytan skall den läggas i blöt i omkring 15 minuter. Lergrytan suger då upp vatten som den senare kommer att avge under tillagningen. Lergrytan bör fylld med önskade ingredienser placeras i kall ugn. Tillagningen kan närmast jämföras med ångkokning, och bevarar på samma sätt vitaminer och näringsämnen. 